# Arianna in Nasso (Porpora)
Arianna in Nasso è un'opera di Nicola Porpora composta nel 1733 su libretto di Paolo Rolli, membro principale della Opera della nobiltà.  La scelta come soggetto del mito di Arianna fu una sfida rivolta ad Handel, la cui Arianna in Creta fu completata il 5 ottobre 1733. La sua opera era basata sul libretto di Pietro Pariati, Arianna e Teseo, nelle versioni musicate da Leonardo Leo (1729). Lo stesso Porpora aveva già usato tale libretto nella sua Arianna e Teseo del 1721. La scelta di Handel costrinse Porpora ad usare il libretto del Rolli il quale era basato non su  quello del Pariati ma su quello di Claudio Nicola Stampa, musicato da Giovanni Porta nel dramma pastorale Arianna.